# Antonio Cañizares Llovera
Antonio Cañizares Llovera (Utiel, 15 d'octubre de 1945) és un cardenal espanyol que fou arquebisbe de València des de 2014 fins a 2022.

## Vida

### Sacerdot
Ordenat sacerdot el 1970 a Sinarcas (Plana d'Utiel) per l'arquebisbe de València José María García de la Higuera. Cursà estudis eclesiàstics al Seminari Metropolità de València i a la Universitat Pontifícia de Salamanca, on obtingué el Doctorat en Teologia. És també perit en Pastoral Catequètica per l'Institut Superior de Pastoral de Madrid. Ha dedicat la major part de la seva vida a la docència, havent estat professor de la Facultat de Teologia de Salamanca, del Seminari de Madrid i de l'Institut Superior de Ciències Religioses.
Fou el fundador i president de l'Associació Espanyola de Catequistes, membre de l'Equip Europeu de Catequesi, coadjutor de la Parròquia de San Gerardo de Madrid i director de la revista Teología y Catequesis.

### Bisbe i arquebisbe
El papa Joan Pau II el nomenà successivament bisbe d'Àvila el 6 de març de 1992; arquebisbe de Granada el 10 de desembre de 1996 (presa de possessió l'1 de febrer de 1997), i arquebisbe de Toledo, primat d'Espanya (presa de possessió l'15 de desembre de 2002).

### Cardenal
El 24 de març de 2006 és nomenat cardenal del títol de San Pancrazio fuori le mura pel papa Benet XVI.

### Prefecte de la Congregació per al Culte Diví i Disciplina dels Sacraments
Després de mesos de rumors, el 9 de desembre de 2008, el papa Benet XVI el traslladà a la Cúria Romana i el nomenà prefecte de la Sagrada Congregació pel Culte Diví i Disciplina dels Sacraments, nou càrrec que compaginà amb el d'arquebisbe titular de l'Arxidiòcesi de Toledo en qualitat d'administrador apostòlic fins al nomenament del seu successor a la seu toledana, cosa que s'esdevingué el 21 de juny de 2009.
El papa Francesc el confirmà el 16 de desembre de 2013 com a prefecte de la Congregació per als Bisbes i el 15 de gener de 2014 com a conseller en la Pontifícia comissió per a Amèrica Llatina.
Acabà el seu servei a la Cúria Romana el 28 d'agost de 2014, quan el Sant Pare el nomenà arquebisbe de València.

## Polèmiques
Al maig de 2009 va fer unes declaracions polèmiques comparant l'avortament amb els abusos sexuals a menors per part dels sacerdots en les escoles catòliques, arribant a afirmar que «no és comparable el que hagi pogut passar en unes quantes escoles, amb els milions de vides destruïdes per l'avortament».
Davant les eleccions al Parlament de Catalunya del 27 de setembre de 2015, el dimarts 22 de setembre de 2015 demanà als fidels de la diòcesi "resar per Espanya i la seva unitat" i instà totes les parròquies a incloure aquestes oracions en les seves misses. Per Cañizares "no hi ha justificació moral per a la secessió". Automàticament, els bisbes catalans van emetre una nota en la qual defensaven la "legitimitat moral de totes les opcions polítiques" que es basin "en el respecte de la dignitat de les persones i dels pobles".

## Reconeixements
El M. I. Ajuntament d'Utiel, la seva ciutat natal, li ha atorgat la medalla d'or i la retolació d'una avinguda amb el seu nom.
L'1 de desembre de 2006 fou elegit numerari de la Reial Acadèmia de la Història en substitució d'Antonio Rumeu de Armas.
És doctor honoris causa per les universitats Cardenal Herrera Oria-CEU de Madrid i Pontifícia de Múrcia.

## Publicacions

### Llibres
- "Sant Tomàs de Villanueva, testimoni de la predicació espanyola del segle XVI"
- "L'evangelització avui"